# 革新开放 (老挝)
革新开放（羅馬化：Kanpianpaeng Mai）是老挝人民革命党在1986年11月第四次全国代表大会上宣布实行的经济市场化政策。 

## 理论基础
老挝人民民主共和国于1975年12月2日成立，一直到1979年10月完成“社会主义改造”。1979年11月至1986年11月是所谓“总结反省时期”，1986年以来实行革新开放。
老挝人革党认为，老挝当前处于“迈向社会主义”的长期过程。在整个迈向社会主义时期，老挝人革党是老挝工人阶级、劳动人民及全民族权利和利益的忠实代表，党的宗旨是带领老挝人民执行有原则的全面革新路线，维护国家安全稳定，沿着社会主义目标建设人民民主制度，把老挝建设成为和平、独立、民主、统一、繁荣的国家。
2016年，凯山·丰威汉思想列入党章，与马克思列宁主义一道成为党的指导思想。

## 五年计划
自1986年以来，经历了从“二五”到“九五”计划：
- 1986—1990年（“二五”规划期间）
- 1991—1995年（“三五”规划期间）
- 1996—2000年（“四五”规划期间）
- 2001—2005年（“五五”规划期间）
- 2006—2010年（“六五”规划期间）
- 2011—2015年（“七五”规划期间）[5]
- 2016—2020年（“八五”规划期间）：2016年1月18日召开的老挝人民革命党十大提出，力争于2020年摆脱最不发达国家状况，于2030年成为中等收入水平的发展中国家。[6]
- 2021—2025年（“九五”规划期间）[7]